# Socorro (Teksas)
Socorro – miasto w Stanach Zjednoczonych, w stanie Teksas, w hrabstwie El Paso.

## Demografia
Według przeprowadzonego przez United States Census Bureau spisu powszechnego w 2010 miasto liczyło 32 013 mieszkańców, co oznacza wzrost o 17,9% w porównaniu do roku 2000. Natomiast skład etniczny w mieście wyglądał następująco: Biali 94,3%, Afroamerykanie 0,2%, Azjaci 0,1%, pozostali 5,4%.